# IFK Uppsala
IFK Uppsala är en idrottsförening i Uppsala, Sverige som bildades 1895 med bandy, fotboll och friidrott på programmet. IFK tillhörde under 1900-talets första årtionden den absoluta eliten i dessa idrotter. Under 1940-talet var föreningen även framstående i handboll.

## Bandy
IFK har vunnit 12 svenska mästerskap i bandy (1907, 1910, 1911, 1912 (delad titel), 1913, 1915, 1916, 1917, 1918, 1919, 1920 och 1933). Elva av titlarna vann man under perioden 1907-1920 och det tolfte 1933, då IF Göta besegrades i finalen med 11-1. Mästerskapsfinalen 1912 slutade oavgjord; mästerskapet 1912 delades med finalmotståndaren Djurgårdens IF (enligt dåvarande regler skulle ett oavgjort resultat leda till att man spelade en ny match (omspel) ett senare datum, men på grund av blidväder fanns det ingen is att spela på varför bandyförbundet beslöt att de två lagen skulle dela på segern). Först efter säsongen 1988/1989 lyckades Västerås SK gå om IFK Uppsala i antalet vunna svenska mästerskap. Bandyn i IFK lades ned 1990, men nystartades inför säsongen 2006/2007. Säsongen 2022/23 spelar herrlaget i division 3. 
IFK har flera Stora grabbar i bandy, bland annat Sune Almkvist, Sven "Sleven" Säfwenberg, Louis Woodzack, Seth Howander, Adrian Brohlin  och Einar Ask.
Se vidare: IFK:s bandysektion

## Fotboll
IFK har vunnit SM-silver vid tre tillfällen (1907, 1908, 1911) och är därmed den mest framgångsrika föreningen från Uppsala i SM-sammanhang. Laget har även spelat två säsonger i Svenska serien (föregångaren till Allsvenskan), säsongerna 1912/13 och 1913/14. Säsongen 2023 spelar klubben i division 2.
Se vidare: IFK:s fotbollssektion

## Ishockey
Den 30 januari 1921 spelade klubben den första ishockeymatchen i Sverige, då man på Stockholms stadion, besegrade tyska Berliner SC med 4-1 inför 2 022 åskådare.

## Handboll
IFK Uppsala har ett SM-silver i handboll, efter finalförlusten 1941 mot IFK Kristianstad.

### Fotnoter
1. ↑  ”Historik — svenskfotboll.se”. svenskfotboll.se. http://svenskfotboll.se/allsvenskan/historik/. Läst 18 maj 2017.
2. ↑  ”Svensk ishockey år för år”. Svenska Ishockeyförbundet. https://www.swehockey.se/globalassets/svenska-ishockeyforbundet/historik/ar_for_ar.pdf. Läst 6 augusti 2021.